# Wouter de Groot
Wouter de Groot (Heemstede, 4 augustus 1985) is een Nederlandse wielrenner die rijdt voor het SwABo club-combinatie team. Van 2006 tot en met 2009 reed Wouter de Groot voor B&E Koopmans Cycling Team, daarvoor was hij actief voor zijn jeugdteam RWC Ahoy.

## Belangrijkste overwinningen
2012
- 6e etappe Ronde van Burkina Faso

2021
- Februari challenge Pakhuys-Challenge.nl
- Maart challenge Pakhuys-Challenge.nl
- Juli challenge Pakhuys-Challenge.nl